# Pimp My Ride: Street Racing
Pimp My Ride: Street Racing est un jeu vidéo de course développé par Virtuos et édité par Activision, sorti en 2009 sur PlayStation 2 et Nintendo DS.
Il est basé sur l'émission télévisée Pimp My Ride.

## Accueil
- Jeuxvideo.com : 6/20 (PS2)[1] - 6/20 (PS2)[2]